# Gerda Marcus
Gerda Fredrika Marcus, född 21 februari 1880 i Stockholm, död 28 januari 1952 i Högalids församling, Stockholm
, var en svensk journalist och översättare. Mellan 1907 och 1911 var Marcus utrikeskorrespondent i Berlin för Dagens Nyheter och Nya Dagligt Allehanda. Efter ett mellanspel 1911–1913 på teatertidskriften Thalia anställdes hon av Svenska Dagbladet. Hennes signatur var Gerfred Mark.

## Biografi
Gerda Marcus var elev vid lyceum för flickor och Åhlinska skolan 1889–1897 och anställdes 1898 vid Thecla Tjäders hyresförmedlingsbyrå i Stockholm. År 1907 reste hon till Berlin för att tillträda en tjänst där och började i samband med det att rapportera för Nya Dagligt Allehanda och Dagens Nyheter och fortsatte fram till dess hon 1909 återvände till Sverige. År 1911 blev Marcus redaktionssekreterare vid Gustaf Collijns tidskrift Thalia. Då den upphörde 1913 blev hon i stället anställd som journalist vid Svenska Dagbladet.
Hon var en banbrytare i Sverige för det sociala reportaget och engagerade sig även i olika hjälporganisationer, bland annat i Rädda Barnen från dess bildande 1919. Från 1938 ledde hon Mosaiska församlingens avdelning för omhändertagande av judiska flyktingbarn från Nazityskland. På grund av sin förmåga att få människor att skänka pengar till olika välgörande ändamål kom hon att kallas "den stora tiggerskan".
Översättandet, från tyska till svenska, tycks ha varit en bisyssla, men hon hann ändå med närmare tjugo böcker, bland annat sex av Vicki Baum.
Hon var dotter till köpmannen Axel Marcus och Emma Eliasson. Hon var 1923–1933 gift med juristen Ernst Fall (född 1879).

## Översättningar (utöver Vicki Baum)
- Rudolf Schmied: Carlos och Nicolas (Wahlström & Widstrand, 1911)
- Hans Janowitz: Jazz (Bonnier, 1928)
- Rafael Schermann: Handstilen ljuger icke : grafologiska studier och experiment (Åhlén & Åkerlund, 1929)
- Hjalmar Bergman: Der Eindringling (autor. Übers. von Gerda und Ernst Fall) (Berlin, 1930)
- Maria Lazar: Skvallerbytta bing ... bång ... (B. Wahlström, 1932)
- Karl Friedrich Boree: Dorit och september (B. Wahlström, 1932)
- Franz Werfel: Syskonen från Neapel (översatt tillsammans med Ellen Rydelius) (Bonnier, 1934)
- Josef Maria Frank: Vi skall nog klara den (B. Wahlström, 1934)
- Elsa Margot Hinzelmann: Tuss är huvudpersonen: en händelserik historia berättad för alla barn (Die Hauptperson ist Klecks) (Åhlén, 1935)
- Victoria Wolf: En modig kvinna (Eine Frau hat Mut) (Hökerberg, 1935)
- Lisa Tetzner: Hövdingen i ”Huller om buller”: historien om Rosmarin och Timjan (Die Geschichte von Rosmarin und Thymian) (Bonnier, 1936)
- Victoria Wolf: Som gäst i eget land (Gast in der Heimat) (Bonnier, 1936)